# Berta Lasala
Berta María Magdalena Lasala Romero (Iquique, 3 de septiembre de 1970) es una actriz chilena. Es conocida por sus participaciones en ficciones como Adrenalina, Sabor a ti, Machos y más recientemente Gemelas.

## Biografía
De raíces italianas, Berta Lasala (La Sala en italiano) nació en Iquique en 1970. Se formó en el Instituto Profesional IACC en la carrera de comunicación escénica y en la Escuela de Teatro Imagen de Gustavo Meza. Apareció por primera vez en la teleserie Estúpido Cupido en 1995. Al año siguiente recibió un Premio APES a la Actriz Revelación por su rol en la teleserie Adrenalina.
Protagonista de Rossabella en 1997 y Buen partido en 2002, ha tenido roles secundarios en varias telenovelas como Machos, Gatas y tuercas, Martín Rivas y la serie Los 80.
En 2021 ganó el Premio Caleuche a la Mejor Actriz de Soporte por su trabajo en la teleserie Gemelas de Chilevisión.
También se desempeñó como panelista del programa MILF de TV+ entre noviembre de 2020 hasta su término en junio de 2023.

### Matrimonios e hijos
Lasala tiene un hija llamada Luisa, producto de su primer matrimonio con el actor Manuel Peña. En 2001 contrajo matrimonio con el actor Daniel Alcaino con quien tiene un hijo, Emiliano. A inicios de 2023, tras más de 20 años de casados, Lasala hizo público su separación de Alcaíno.

## Filmografía

### Cine
- Tuve un sueño contigo (1998) como Ruth.
- Monos con navaja (2000) como Marité.
- Subterra (2003) como Ana Lynn.
- Sexo con amor (2003) como Patricia.
- Normal con alas (2007) como Romina Maulén.
- Baby Shower (2011) como Mariela.
- Videoclub (2013) como Ada Garrido de Jiménez.
- Francine (2015) como Francine.
- Perkin (2018) como Mónica.

### Series y telefilmes
- Cuello de loza (1997). -Nina.
- Teatro en Canal 13 (2000). - Marcia.
- Cuentos de mujeres (2003). - Fernanda.
- La vida es una lotería (2002-2003). - Ivette Cornejo / Romina.
- El cuento del tío (2004) - Andrea.
- Tiempo final: En tiempo real (2004). - Mariana.
- Heredia y Asociados (2005) - Coral
- Los simuladores (2005) - Alicia Ramírez.
- Los 80 (2010) - Mónica Miranda.
- Cartas de mujer (2010) - Blanca.
- 12 días que estremecieron a Chile (2011) - Nancy.
- Teatro en Chilevisión (2011) - Teresa.
- Puerto Hambre (2015) - Carlota.
- La jauría (2020) como Administrativa del hospital.
- 62: Historia de un mundial (2021) como Elena.
- Los mil días de Allende (2023) como Lucía Hiriart.

### Telenovelas
| Telenovela | Telenovela          | Telenovela       |
| Año        | Telenovela          | Rol              |
| ---------- | ------------------- | ---------------- |
| 1995       | Estúpido Cupido     | Mabel Fuentes    |
| 1995       | Juegos de fuego     | Sofía Undurraga  |
| 1996       | Adrenalina          | Tamara del Canto |
| 1997       | Rossabella          | Liliana Espina   |
| 1998       | A todo dar          | Paula Echeverría |
| 1999       | Algo está cambiando | Pilar Marambio   |
| 2000       | Sabor a ti          | Amparo Mena      |
| 2001       | Piel canela         | Amanda Chandía   |
| 2002       | Buen partido        | Patricia Montero |
| 2003       | Machos              | Pilar Ponce      |

| Telenovela | Telenovela         | Telenovela        |
| Año        | Telenovela         | Rol               |
| ---------- | ------------------ | ----------------- |
| 2004       | Tentación          | Giovanna Garino   |
| 2005       | Gatas y tuercas    | Melany Peña       |
| 2006       | Charly Tango       | Blanca Randall    |
| 2007-2008  | Lola               | Pascuala Foster   |
| 2010       | Martín Rivas       | Clara San Luis    |
| 2011-2012  | Decibel 110        | Claudia Chicharro |
| 2011-2012  | Peleles            | Lilia Matamala    |
| 2013-2014  | Soltera otra vez 2 | Vanessa Castillo  |
| 2019-2020  | Gemelas            | Maruca Espinoza   |

### Teatro
- Cabaret blues jazz
- Osorno murmuraciones acerca de la muerte de un juez (1996).
- 5 sur (1995).
- Crimen y shampoo (1996).
- Papi (1996).
- Mun Chile (1997).
- Mesa doce reservada (1998).
- Proof (2001).
- La sangre (2003).
- La gata sobre el tejado de caliente (2008).
- La pérgola de las flores (2010).
- Los invasores (2013).
- Agosto (2013).
- Esperando la carroza (2015).
- El avaro (2016).
- Las reinas de la noche (2016-2017).

### Programas de televisión
- Festival de Viña del Mar (1998) como coanimadora.
- Videos y penitencias (1998) como panelista.
- Sábado Gigante Internacional (1999) como comediante de La Familia Maturana.
- Venga conmigo (2000) como comediante
- Morandé con compañía (2016) como comediante.
- MILF (2020-2023) como panelista.
- Claudia Conversa (2023) como panelista.

## Premios y reconocimientos
- Premio Mejor actriz revelación 1996 premio APES por el rol de Tamara del Canto en Adrenalina.[8]
- Premio Mejor actriz Festival de Cine Independiente Los Ángeles California Short's Awards 2015 por cortometraje Francine.[9]
- Premio Mejor actuación, Festival Internacional de Cine de Santiago (SANFIC) 2018 por película Perkin.[10]
- Premio Caleuche a Mejor actriz de soporte por Gemelas 2020.[11]